# Olga Savary
Olga Savary (n. 21 mai 1933, Belém, Pará, Brazilia – d. 15 mai 2020, Teresópolis, Rio de Janeiro, Brazilia) a fost o scriitoare, poetă, scriitoare de povești, romancieră, critică, eseistă, traducătoare și jurnalistă braziliană. 

## Biografie
Olga s-a născut în Belém, Pará, în 1933. A fost singurul copil al inginerului electric rus Bruno Savary și al lui Célia Nobre de Almeida, din Pará. În copilărie, a absorbit puternic elementele culturale ale locului natal, transmise de familia maternă. Până la vârsta de trei ani, viața sa a fost împărțită între Belém și Monte Alegre, în interiorul Pará, orașul bunicilor materni. În 1936, din motive de muncă, Bruno Savary s-a mutat cu familia în nord-est, stabilindu-se în Fortaleza . 
În 1942, părinții săi s-au separat, iar ea s-a mutat la Rio de Janeiro cu un unchi matern, unde a început să-și dezvolte abilitățile literare. La unsprezece ani a început să scrie un mic ziar, fiind încurajată și plătită de un vecin. Mama sa nu a fost de acord cu această activitate, dorind ca fiica sa să se dedice muzicii. În acea perioadă, a început să scrie într-un caiet mic negru, păstrat de bibliotecarul ABI, pentru ca mama sa să nu-l distrugă. 
Coexistența cu mama ei a devenit dificilă, astfel că la 16 ani Olga s-a gândit să meargă să locuiască cu tatăl ei, idee la care a renunțat deoarece a considerat că era încă foarte apropiată de mama ei. Cu toate acestea, la vârsta de 18 ani, Olga s-a întors în Belém, unde a locuit cu rudele și a studiat la Colégio Moderno. Mai târziu, a decis să se întoarcă la Rio, unde și-a început cariera sale de scriitoare. 
A fost poetă, cum îi plăcea să fie numită, nuvelistă, romancieră, critică, traducătoare și eseistă. A tradus peste 40 de lucrări ale maeștrilor hispano-americani, precum Borges, Cortázar, Carlos Fuentes, Lorca, Neruda, Octavio Paz, Jorge Semprún și Mário Vargas Llosa, precum și maeștrii japonezi de haiku Bashô, Buson și Issa. 

## Deces
Olga Savary a decedat în Teresópolis pe 15 mai 2020, din cauza un stop cardiac în urma infecției cu COVID-19, în timpul pandemiei de coronaviroză . 